# Carlos Robbio
Carlos Robbio fue el primer ciudadano que ocupó el cargo de intendente del partido de Junín, Argentina, el 24 de julio de 1886.
La ley 1810 estableció en su artículo número 2 que el ejecutivo de las municipalidades estaría a cargo de una sola persona con el título de intendente, y el artículo 3, que su elección en los partidos con más de tres mil habitantes será hecha por los municipales y en los partidos que no alcancen a los tres mil habitantes sería nombrado por el Poder Ejecutivo. En el caso del partido de Junín, como su población en aquella época era menor a tres mil habitantes, el nombramiento fue efectuado por decreto de fecha 24 de julio de 1886 del Poder Ejecutivo de la Provincia de Buenos Aires.
Carlos Robbio es recordado en Junín con una calle que lleva su nombre. Nace en Córdoba al 1000, y se extiende hacia el noroeste por los barrios Mayor López y Capilla de Loreto, cruzando la Ruta Nacional 188 hasta la calle Sanabria.